# 鱼鳔槐属
鱼鳔槐属（学名：Colutea）是豆科蝶形花亚科下的一个属，为落叶灌木植物。该属共有约26种，分布于南欧至喜马拉雅和非洲东北部。
属名Colutea源于希腊语koloutea，一种植物名。